# Gardyny (powiat ostródzki)
Gardyny (niem. Gardienen) – wieś w Polsce położona w województwie warmińsko-mazurskim, w powiecie ostródzkim, w gminie Dąbrówno.
W latach 1954–1961 wieś należała i była siedzibą władz gromady Gardyny, po jej zniesieniu w gromadzie Szkotowo. W latach 1975–1998 miejscowość administracyjnie należała do województwa olsztyńskiego. Od 1998 roku należy do województwa warmińsko-mazurskiego.
Wieś Gardyny leży nad jeziorem Gardejki, wymieniana w dokumentach już w roku 1328 jako dobra rycerskie. Znajduje się tu grodzisko krzyżackie. W latach panowania zakonu krzyżackiego budowla drewniana, zniszczona podczas najazdu szwedzkiego (potocznie nazywane przez mieszkańców Szwedzką Górą). Budowla późnośredniowieczna XIV/XV w.
We wsi mieszka 187 osób. W miejscowości mieszczą się dwa kościoły – rzymskokatolicki i ewangelicki.
Sołectwo Gardyny obejmuje miejscowości: Gardyny, Dąbrowa(dane na sierpień 2008).

## Zabytki
- Zamczysko krzyżackie zwane Szwedzką Górą. Położone na wypiętrzeniu morenowym, w południowo-wschodniej części wsi, przy południowym brzegu jeziora Gardejki. Główny człon obiektu ma w planie formę kwadratu o wymiarach 69x69 m u podstawy oraz 39x39 m na kulminacji. Plateau majdanu wyniesione jest ponad 11 m w stosunku do dna fosy, której szerokość wynosi 4–6 m. Obiekt otoczony jest fosą oraz zewnętrznym obwałowaniem o wysokości wynoszącej od 2 do 3,5 m. Od strony południowo-wschodniej przebieg wału jest nieczytelny, został najpewniej zniwelowany przez nowożytną zabudowę mieszkalno-gospodarczą[4].